# テイラークラフト オースター
テイラークラフト オースター
Taylorcraft Auster
オースター V
- 用途：連絡機／観測機
- 分類：軽飛行機
- 設計者：ギルバート・テイラー（英語版） (原型機)
- 製造者：テイラークラフト・エアロプレーンズ・イングランド
- 運用者：イギリス空軍、カナダ空軍、他
- 生産数：1,604機
- 運用開始：1942年

テイラークラフト オースター (Taylorcraft Auster) は、第二次世界大戦期にイギリス軍・英連邦軍で運用された軽連絡機/観測機である。
オースターはアメリカ合衆国の航空機メーカー"テイラークラフト"の英国子会社である"テイラークラフト・エアロプレーンズ・イングランド"で製造されており、大戦後、テイラークラフト・エアロプレーンズは社名自体を"オースター・エアクラフト"に変更している。

## 概要
オースターはアメリカのテイラークラフトで開発されたモデルBをベースに、イギリス軍の要求に合うよう何度かの改修を経て開発されている。
最初に、イギリス国内向けの民間モデルとしてライカミング O-145を搭載した"テイラークラフト プラスC"が開発された後、この機をイギリス軍向けの空中観測機 (Air Observation Post, AOP)として売り込む事を考えて、エンジンを出力90hpのブラックバーン シーラス・マイナーに換装した"テイラークラフト プラスD"が開発された。また、既に製造されていたプラスCの多くにもシーラス・マイナーエンジンに載せ換える改造が行われ、"テイラークラフト プラスC2"となった。
これらの機種はイギリス軍でテスト運用が行われ、観測機として有用であることが明らかとなったが、イギリス軍はテイラークラフトではなく、アメリカのスチンソンが開発したL-1 "ヴィジラント"を100機発注した。しかしスチンソン L-1は輸送中に多くが破損し、これに伴いテイラークラフト・エアロプレーンズのプラスC2/プラスDが"オースター I"として100機注文される事となった。また、破損したL-1のうち、いくつかは飛行可能な状態に修復されたが、L-1はAOP任務にはややサイズが大きすぎる事が判明した。
この後、改良型としてアメリカ製のライカミング O-290 (出力130hp)を搭載した"オースター II"が開発されたがこの時点ではこのエンジンが継続入手困難な事から量産には至らず、同じ出力130hpのイギリス製デ・ハビランド ジプシー・メジャーを搭載した"オースター III"が開発され、こちらは470機生産されてイギリス軍の"AOP.3"として活躍した。
この後、機体をやや大型化し3人乗りとして、エンジンはライカミング O-290を搭載した"オースター IV"が開発され、これに計器飛行可能な装備を搭載しフラップを改良した"オースター V"は、オースターシリーズ中最も多い790機が生産され、"AOP.5"として運用された。
第二次世界大戦の終結後、アメリカの親会社テイラークラフトは需要減少に伴い倒産し、テイラークラフト・エアロプレーンズは社名を"オースター・エアクラフト"に変更して独立した会社となり、オースター Vをベースに民間向けモデルとして改良したオースターJ/1 "オートクラット"の開発・販売を行った。

## 形式･派生型

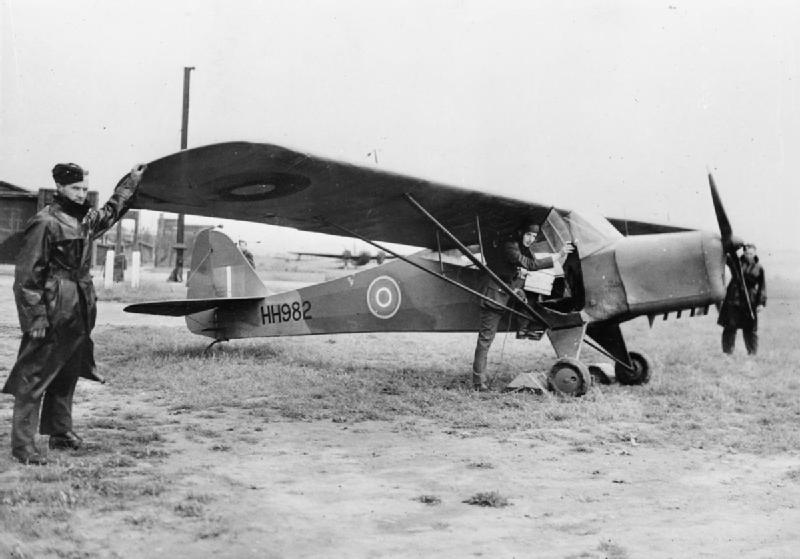
オースター I
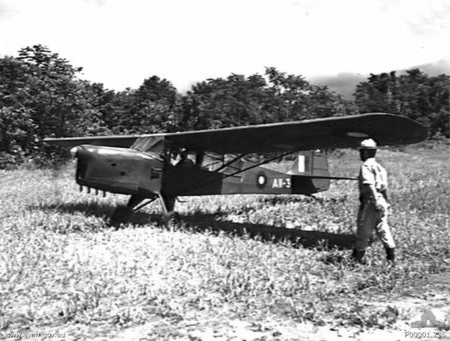
オースター III
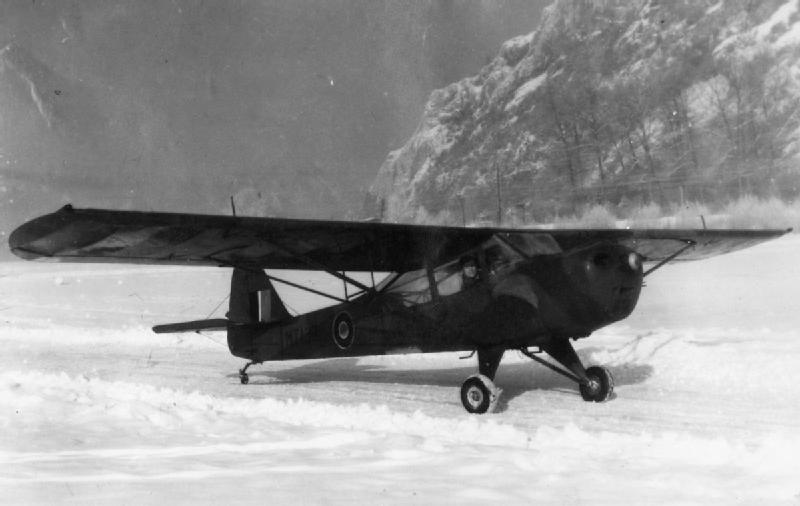
オースター IV
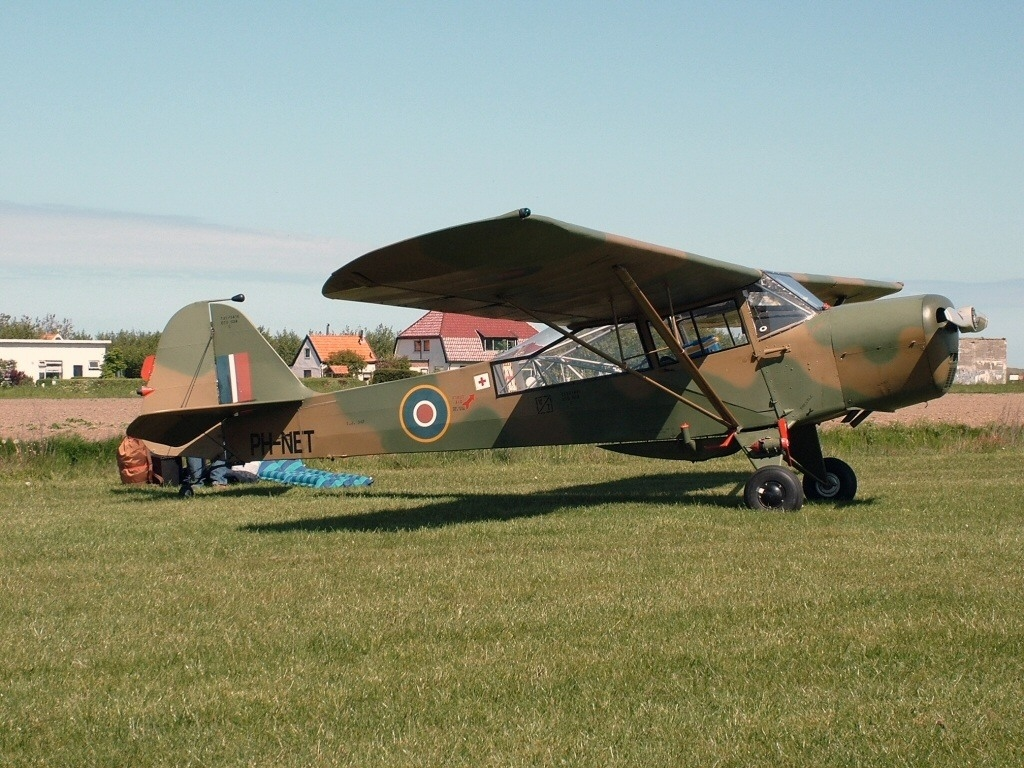
オースター V

テイラークラフト プラスC
ライカミング O-145搭載、23機生産。
テイラークラフト プラスD
ブラックバーン シーラス・マイナー搭載、9機生産。
テイラークラフト プラスC2
生産済みのプラスCのエンジンをシーラス・マイナーに換装したもの。20機が改造された。
オースター I
プラスDと同等の英軍向け量産モデル。100機生産。
オースター II
ライカミング O-290搭載、2機のみ製造。
オースター III
デ・ハビランド ジプシー・メジャー搭載、470機生産。
オースター IV
三座式に改良、ライカミング O-290搭載。255機生産。
オースター V
オースターIVを計器飛行可能に改良し、フラップを分割したモデル。790機生産。
- オースター I
- オースター III
- オースター IV
- オースター V

## 運用国
- イギリス
  - イギリス陸軍航空隊
  - イギリス空軍
- オーストラリア
  - オーストラリア空軍
  - オーストラリア海軍
- ビルマ連邦
  - ビルマ空軍 - 第二次世界大戦後に運用。
- カナダ
  - カナダ空軍
  - カナダ陸軍 - 第二次世界大戦後に運用。
- チェコスロバキア
  - チェコスロバキア空軍 - 1945年から1948年に3機運用。
- ギリシャ
  - ギリシャ空軍
- イギリス領香港
  - 王立香港予備飛行隊（英語版） - 第二次世界大戦後に運用。
- インドネシア
  - インドネシア空軍 - オランダの余剰機を導入。
- イスラエル
  - イスラエル空軍 - 独立戦争時にテルアビブ飛行隊[6]、ネゲヴ飛行隊[7]、ガリラヤ飛行隊[8]でそれぞれ数機を運用。テルアビブ飛行隊ではテイラークラフト モデルBL（英語版）、オースターJ/1 オートクラットもそれぞれ1～2機程度運用していた。
- ヨルダン
  - アラブ軍団（英語版）
  - ヨルダン空軍
- リビア王国
  - リビア空軍
- オランダ
  - オランダ空軍
  - オランダ海軍
  - 王立オランダ領東インド軍航空隊（英語版） - 第二次世界大戦後に運用。
- ノルウェー
  - ノルウェー空軍
- パキスタン
  - パキスタン空軍
  - パキスタン陸軍
- ポーランド
  - ポーランド空軍 - 第二次世界大戦中、イギリス内で編成された亡命ポーランド空軍で運用。
- 南アフリカ共和国
  - 南アフリカ共和国空軍

## 要目
オースター V の諸元
- 乗員：3名
- 全長：6.83 m (22 ft 5 in)
- 全幅：10.97 m (36 ft 0 in)
- 全高：2.44 m (8 ft 0 in)
- 翼面積：15.51 m² (167  ft²)
- 空虚重量：499 kg (1,100 lb)
- 全備重量：839 kg (1,850 lb)
- エンジン：1 × ライカミング O-290（英語版）-3, 97 kW (130 hp)
- 最大速度：209 km/h (113 knots)
- 航続距離：402 km (250 mi)